# Yekta Jamali
Yekta Jamali Galeh (persisch یکتا جمالی گاله, geboren am 16. Dezember 2004 in Sedeh Lenjan, Isfahan) ist eine iranische Gewichtheberin. Sie war die erste Sportlerin, die für den Iran bei einer Weltmeisterschaft eine Medaille gewann. Sie lebt derzeit in Deutschland und ist als Flüchtling anerkannt.

## Leben
Als 10-Jährige spielte Yekta Jamili zunächst Handball. Ihr Interesse am Gewichtheben begann erst im Alter von 13 Jahren nach einem Probetraining. Sie begann sehr ehrgeizig zu trainieren und absolvierte erste Wettkämpfe bereits nach drei Jahren Training.
Yeakta Jamali gewann 2021 in Gewichtsklasse bis 87 kg bei den Junioren-Weltmeisterschaften der International Weightlifting Federation (IWF) eine Bronzemedaille. Dazu erreichte sie im Reißen 92 kg und im Stoßen 116 kg. Damit erhielt sie die erste Medaille für den Iran bei einer Weltmeisterschaft. Es war gleichzeitig ihre erste internationale Turnierteilnahme. Bei ihrem ersten Seniorenwettbewerb bei den Weltmeisterschaften im Gewichtheben 2021 in Taschkent, Usbekistan wurde sie als mit zwei Jahren jüngste Teilnehmerin in ihrer Gewichtsklasse 9.
Im Mai 2022 floh sie alleine nach Deutschland, nach eigener Aussage um ihren Sport weiter sicher ausüben zu können. Im Iran gäbe es „keine ausreichenden Trainingsmöglichkeiten, unpraktische Bekleidungsvorschriften und ein Gehalt, das nur einen Bruchteil dessen beträgt, was männliche Athleten erhalten.“ Sie wurde in Deutschland als Flüchtling anerkannt. Sie lebt in Leimen, wo sie derzeit die Schule besucht, und trainiert bei der Nationalmannschaft unter Almir Velagic. Bei den Olympischen Sommerspielen 2024 in Paris trat sie im Refugee Olympic Team an. Sie war bei den Olympischen Spielen sowohl die einzige Gewichtheberin des Teams als auch die einzige Gewichtheberin, die bei einem deutschen Verein trainierte. Sie erreichte in ihrer Gewichtsklasse (Schwergewicht – 87 kg) Platz 9.